# Michel Morganella
Michel Morganella (ur. 17 maja 1989 w Sierre) – piłkarz szwajcarski grający na pozycji prawego obrońcy.

## Kariera klubowa
Swoją karierę piłkarską Morganella rozpoczynał w klubach FC Chippis i FC Sion. W 2004 roku podjął treningi w FC Basel. W 2006 roku awansował do kadry pierwszego zespołu Basel. 25 lutego 2007 roku zadebiutował w nim w Swiss Super League w zremisowanym 0:0 wyjazdowym meczu ze Sionem. W pierwszej drużynie Basel przez trzy lata rozegrał 6 ligowych meczów. W sezonie 2006/2007 zdobył z nim dublet – mistrzostwo i Puchar Szwajcarii, a w sezonie 2007/2008 wywalczył kolejny tytuł mistrza kraju.
W 2009 roku Morganella podpisał kontrakt z włoskim klubem US Città di Palermo. 19 kwietnia 2009 zadebiutował w Serie A w wygranym 4:1 domowym meczu z Bologną. Zawodnikiem Palermo był do 2010 roku.
Latem 2010 Morganella przeszedł do drugoligowej Novary Calcio. W sezonie 2010/2011 awansował z nią z Serie B do Serie A. W Novarze grał także w sezonie 2011/2012.
Latem 2012 roku wrócił do US Palermo. W sezonie 2012/2013 spadł z klubem do Serie B, jednak w kolejnym awansował z powrotem do Serie A. 6 stycznia 2015 w wygranym 5:0 spotkaniu z Cagliari Calcio strzelił swojego pierwszego gola w tej lidze. W sezonie 2016/2017 Morganella wraz z Palermo ponownie spadł do Serie B. Po sezonie 2017/2018 odszedł z klubu.
W październiku 2018 podpisał kontrakt z zespołem FC Rapperswil-Jona, grającym w Challenge League. W styczniu 2019 wrócił do Włoch, gdzie został zawodnikiem drugoligowej Padovy. W połowie tego samego roku przeszedł do AS Livorno Calcio, także występującego w Serie B.
| Sezon   | Klub               | Kraj       | Rozgrywki        | Mecze | Bramki |
| ------- | ------------------ | ---------- | ---------------- | ----- | ------ |
| 2006/07 | FC Basel           | Szwajcaria | Super League     | 3     | 0      |
| 2007/08 | FC Basel           | Szwajcaria | Super League     | 1     | 0      |
| 2008/09 | FC Basel           | Szwajcaria | Super League     | 2     | 0      |
| 2008/09 | US Palermo         | Włochy     | Serie A          | 2     | 0      |
| 2009/10 | US Palermo         | Włochy     | Serie A          | 0     | 0      |
| 2010/11 | Novara Calcio      | Włochy     | Serie B          | 31    | 0      |
| 2011/12 | Novara Calcio      | Włochy     | Serie A          | 31    | 0      |
| 2012/13 | US Palermo         | Włochy     | Serie A          | 30    | 0      |
| 2013/14 | US Palermo         | Włochy     | Serie B          | 16    | 1      |
| 2014/15 | US Palermo         | Włochy     | Serie A          | 20    | 1      |
| 2015/16 | US Palermo         | Włochy     | Serie A          | 14    | 0      |
| 2016/17 | US Palermo         | Włochy     | Serie A          | 11    | 0      |
| 2017/18 | US Palermo         | Włochy     | Serie B          | 10    | 0      |
| 2018/19 | FC Rapperswil-Jona | Szwajcaria | Challenge League | 6     | 0      |
| 2018/19 | Calcio Padova      | Włochy     | Serie B          | 12    | 1      |
| 2019/20 | AS Livorno Calcio  | Włochy     | Serie B          |       |        |

## Kariera reprezentacyjna
W swojej karierze Morganella grał w młodzieżowych reprezentacjach Szwajcarii. 30 maja 2012 zadebiutował w dorosłej reprezentacji w przegranym 0:1 towarzyskim meczu z Rumunią. Latem wystąpił z kadrą olimpijską Szwajcarii na Igrzyskach Olimpijskich w Londynie.